# Tautumeitas
Tautumeitas is een Letse folkgroep, actief sinds 2015. De groep vertegenwoordigde Letland op het Eurovisiesongfestival 2025 in Bazel, Zwitserland.

## Etymologie
De naam "Tautumeitas" sloeg oorspronkelijk op een jonge ongehuwde vrouw, maar wordt tegenwoordig gebruikt voor elke vrouw in klederdracht.

## Geschiedenis
In 2017 bracht de groep een eerste album uit, genaamd "Lai Māsiņa Rotājās!", samen met de eveneens Letse folkgroep Auļi. In 2018 volgde een eponiem album. In 2022 brachten ze een album uit getiteld "Skrejceļš".
In 2025 deed de groep mee aan Supernova 2025, de Letse preselectie voor het Eurovisiesongfestival 2025. Door met de zegepalm aan de haal te gaan mocht de groep zijn vaderland vertegenwoordigen op het liedjesfestijn. In de halve finale op 15 mei 2025 trad Tautumeitas als vierde aan en wist het zich rechtstreeks te plaatsen voor de finale. Daarin werd de groep dertiende.
2000: Brainstorm · 
2001: Arnis Mednis · 
2002: Marie N · 
2003: F.L.Y. · 
2004: Fomins & Kleins · 
2005: Valters & Kaža · 
2006: Cosmos · 
2007: Bonaparti.lv · 
2008: Pirates of the Sea · 
2009: Intars Busulis · 
2010: Aisha · 
2011: Musiqq · 
2012: Anmary · 
2013: PeR · 
2014: Aarzemnieki · 
2015: Aminata Savadogo · 
2016: Justs · 
2017: Triana Park · 
2018: Laura Rizzotto · 
2019: Carousel · 
2021: Samanta Tīna · 
2022: Citi Zēni · 
2023: Sudden Lights · 
2024: Dons · 
2025: Tautumeitas
- Gemeinsame Normdatei: 120255668X
- International Standard Name Identifier: 0000 0004 7100 7373
- MusicBrainz: 3a3b9876-a3a7-4689-bcbc-bba79f86f910
- Virtual International Authority File: 70158066737108432562